# Vlaštica
Llashticë en albanais et Vlaštica en serbe latin (en serbe cyrillique : Влаштица) est une localité du Kosovo située dans la commune/municipalité de Gjilan/Gnjilane, district de Gjilan/Gnjilane (Kosovo) ou district de Kosovo-Pomoravlje (Serbie). Selon le recensement kosovar de 2011, elle compte 1 624 habitants.

## Histoire
Sur le territoire du village se trouve le site de Gomula, dont les vestiges remontent aux Xe-VIIe siècle av. J.-C. ; mentionné par l'Académie serbe des sciences et des arts, il est inscrit sur la liste des monuments culturels du Kosovo.
La mosquée du village, construite en 1836, est également proposée pour une inscription kosovare.

## Démographie

### Évolution historique de la population dans la localité
| 1948  | 1953  | 1961  | 1971  | 1981  | 1991  | 2011  |
| ----- | ----- | ----- | ----- | ----- | ----- | ----- |
| 1 200 | 1 354 | 1 516 | 1 523 | 1 463 | 1 567 | 1 624 |

|  |

### Répartition de la population par nationalités (2011)
En 2011, les Albanais représentaient 99,63 % de la population.